# Dangerous Woman (canción)
«Dangerous Woman» es una canción interpretada por la cantante estadounidense Ariana Grande, que sirve como el primer sencillo de su tercer álbum de estudio del mismo nombre (2016). Fue escrita por Johan Carlsson, Ross Golan y Max Martin, con Martin y Carlsson como productores. La canción fue lanzada por primera vez junto al prepedido del álbum en iTunes el 11 de marzo de 2016.
«Dangerous Woman» es una canción de R&B contemporáneo, con un estribillo de arena rock y un solo de guitarra durante su puente. Varias publicaciones consideraron la canción como una desviación de los sencillos anteriores de Grande y compararon su atmósfera con la canción «Earned It», de The Weeknd.
Líricamente, «Dangerous Woman» explora temas de la autonomía y la confianza en una relación y cómo una pareja puede llevar a un lado diferente de una mujer. Tras su lanzamiento, recibió críticas positivas de los expertos de música, que elogiaron la madurez si, tacto «sensual» de la canción y la interpretación vocal de Grande. En Estados Unidos, «Dangerous Woman» debutó en el número 10 en el Billboard Hot 100, convirtiéndose en el quinto sencillo en debutar dentro del top 10 en el Billboard Hot 100. Con la hazaña, Grande se convirtió en la primera artista en 57 años en debutar en el top 10 con el primer sencillo de cada uno de sus tres primeros discos. En otros lugares, la canción ha alcanzado un impacto moderado en las listas, hasta el momento, llegó a la cima en el top 20 de otros catorce países. La canción fue nominada a un premio Grammy en conjunto con el álbum de mismo título.

## Recepción de la crítica

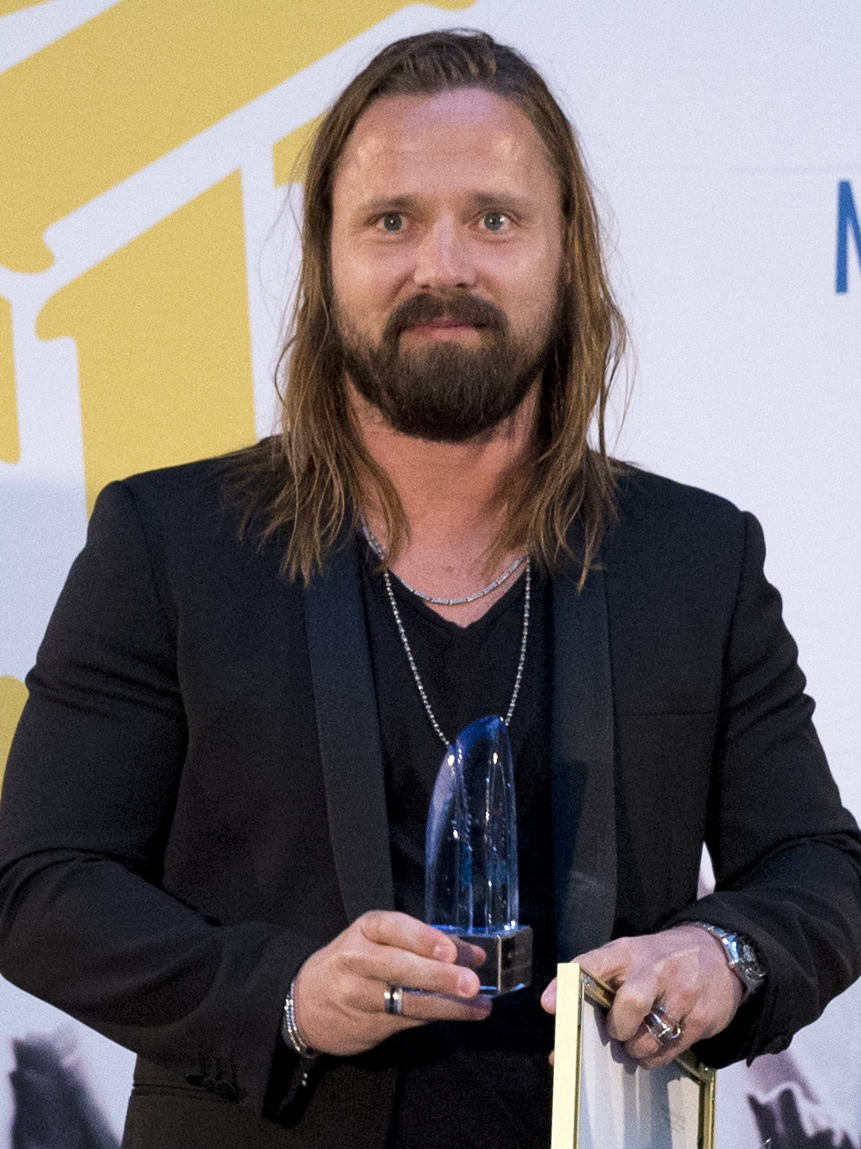
El productor del sencillo Max Martin, 2015

La canción recibió la aclamación universal de la crítica en su lanzamiento. Carolyn Menyes de Music Times complementa diciendo sobre su tipo de compás «un poco de sabor a vals, la canalización de la Ariana de la vieja escuela de la cual los aficionados se enamoraron», y continuó: «Pero una sensual, línea de guitarra distorsionada y la pasión de Grande, la forma en que alza la voz, añaden una sensación de textura y de modernidad que hace que 'Dangerous Woman' se sienta tan poderoso como el título». Un escritor de NME dio una revisión positiva, diciendo: «Con 'Dangerous Woman', Grande se demuestra a sí misma como alguien puede seguir retando las normas». También señaló que «suena facultada, incluso si no suena especialmente peligrosa como en su colaboración de 2014, ‘Love Me Harder’ con The Weeknd». Robbie Daw, Carl y Williot Mike Wass de Idolator dieron críticas favorables para la canción en su artículo «Pop Persepective», con Daw que calificó de «un paseo de peligro que vale la pena tomar», Williot alabó su interpretación vocal y destacó el «pequeño vuelco inteligente hacia '(You Make Me Feel Like) a Natural Woman'», y Wass nombrarlo una «canción decente», pero señalando que todavía no ha encontrado a su propio camino».
Brennan Carley de Spin opinó: «Es, sin duda, la pieza más madura de la música que ha lanzado hasta la fecha. [...] La canción es inteligente, atractiva, cautivadora, y cantada a la perfección total. Considérenos abrumados». Tufayel Ahmed de la revista Newsweek también alabó la madurez de la canción. Sean Fitz-Gerald de Vulture.com dijo: «'Dangerous Woman' ostenta el control vocal de la estrella del pop, comenzando como un susurro seductor y poco a poco la hinchazón es más pesada, balanceándose el gusano del oído». Lucas Villa de AXS comparó la canción con el sencillo que The Weeknd hizo en el 2014, «Earned It», escribiendo que Grande «abraza su lado adulto». También añadió, «lo anterior de Ariana era poderoso pero ahora se torna más falta con un nivel completamente nuevo». Maeve McDermott de USA Today consideró que «es su propia versión de un tema de Bond», mientras que Jessie Morris del Complex la llamó «encantadora». Ailbhe Malone del Irish Times lo describió como «furtivo y atractivo, pero la lengua en la mejilla también es buena. Imagina que es parte de una lista de reproducción de Spotify con Selena Gomez junto con 'Hands to Myself' y que está a la derecha para realizar un seguimiento». Rolling Stone escribió: «... la diva pequeña de tamaño con la potencia vocal de cinco alarmas, golpea a una oda suntuosamente con un tono de blues a su propia ladyhood impresionante para los mortales».

## Rendimiento comercial
«Dangerous Woman» debutó en el número 10 en Estados Unidos en la lista Billboard Hot 100 en la edición del 2 de abril de 2016, con una venta de 118 000 descargas digitales. También alcanzó el número 2 en la lista Digital Songs. Se convirtió en el séptimo top 10 de Grande en el Hot 100 y su segunda canción en entrar en el top 10 sin la compañía de otro artista (después de su anterior sencillo, «Focus»). Grande también estableció un récord, ya que cada uno de los sencillos líderes de sus tres primeros álbumes han debutado todos dentro del top 10 en la lista Hot 100; «The Way» debutó en el número 10, y «Problem» debutó en el número 3 antes de «Dangerous Woman».

## Presentaciones en vivo
Grande interpretó «Dangerous Woman» y «Be Alright» en Saturday Night Live el 12 de marzo de 2016. Grande publicó un vídeo interpretando una versión a capela de «Dangerous Woman» en su cuenta de VEVO, que lleva el traje de conejo de látex con el que se le ve en la cubierta del álbum. Grande también presentó el tema en los MTV Movie Awards 2016, cuya presentación fue aclamada por los críticos quienes la llamaron «lo mejor de la noche».

## Vídeo musical
Grande lanzó una versión preliminar de la primera parte del video a través de medios de comunicación social el 26 de marzo de 2016, y luego de nuevo el 29 de marzo de 2016. El primero de ellos fue lanzado el 31 de marzo de 2016 a la medianoche en Vevo. El vídeo fue dirigido por parte de la empresa de producción The Young Astronauts. En un comienzo el video iba a ser un visual 1 del video puesto que el oficial sería lanzado más adelante pero finalmente se comunicó que ese sería el video oficial de la canción, en el mismo vemos a Ariana usando un vestuario muy sensual y se encuentra en un sofá y frente a unas telas mientras canta, las luces varían entre fucsia, celeste y natural. Además la imagen varias veces se distorsiona como si hubieran interrupciones en la señal y fuese un televisor viejo

## Posicionamiento
| Listas (2016)                            | Posición |
| ---------------------------------------- | -------- |
| Alemania (Media Control AG)              | 30       |
| Australia (ARIA)                         | 18       |
| Austria (Ö3 Austria Top 40)              | 21       |
| Bélgica (Flandes) (Ultratop 50)          | 31       |
| Bélgica (Valonia) (Ultratop 50)          | 33       |
| Canadá (Canadian Hot 100)                | 10       |
| Corea del Sur (Gaon International Chart) | 13       |
| Dinamarca (Tracklisten)                  | 31       |
| Escocia (Scottish Singles Sales Chart)   | 7        |
| Eslovaquia (Rádio Top 100)               | 53       |
| España (Top 100 Canciones)               | 11       |
| Estados Unidos (Billboard Hot 100)       | 8        |
| Estados Unidos (Adult Top 40)            | 19       |
| Estados Unidos (Mainstream Top 40)       | 4        |
| Francia (SNEP)                           | 36       |
| Grecia Digital Songs (Billboard)         | 1        |
| Hungría (Single Top 40)                  | 29       |
| Irlanda (IRMA)                           | 24       |
| Italia (FIMI)                            | 19       |
| Japón (Japan Hot 100)                    | 73       |
| Líbano (Lebanese Top 20)                 | 9        |
| Nueva Zelanda (Recorded Music NZ)        | 16       |
| Noruega (VG-lista)                       | 27       |
| Países Bajos (Dutch Top 40)              | 14       |
| Países Bajos (Mega Single Top 100)       | 21       |
| Polonia (Polish Airplay Top 100)         | 59       |
| Portugal (AFP)                           | 15       |
| Reino Unido (UK Singles Chart)           | 17       |
| República Checa (Rádio Top 100)          | 23       |
| Suecia (Sverigetopplistan)               | 30       |
| Suiza (Schweizer Hitparade)              | 23       |
| Venezuela (English Record Report)        | 24       |

## Certificaciones
| País | Organismo certificador | Certificación | Unidades certificadas / Ventas | Ref.          |
| --- | ---------------------- | ------------- | ------------------------------ | ------------- |
| Australia | ARIA                   | Platino       | 180 000                        | [ 50 ]        |
| Bélgica | BEA                    | Oro           | 30 000                         | [ 51 ]        |
| Brasil | ABPD                   | Diamante      | 160 000                        | [ 52 ]        |
| Canadá | MC                     | Oro           | 165 000                        | [ 53 ]        |
| Colombia | ASINCOL                | Oro           | 5 000                          | [ 54 ]        |
| Dinamarca | IFPI - Dinamarca       | Oro           | 65 000                         |               |
| España | PROMUSICAE             | Platino       | 60.000                         | [ 55 ]        |
| Estados Unidos | RIAA                   | 3x Platino    | 3 000 000                      | [ 56 ] [ 57 ] |
| Italia | FIMI                   | Platino       | 75 000                         | [ 58 ]        |
| Nueva Zelanda | RMNZ                   | Platino       | 30 000                         | [ 59 ]        |
| Polonia | ZPAV                   | 2x Platino    | 70 000                         | [ 60 ]        |
| Reino Unido | BPI                    | Platino       | 600 000                        | [ 61 ]        |
| Suecia | GLF                    | Platino       | 85 000                         | [ 62 ]        |
| Las ventas y certificaciones pueden tener en ciertos casos una modificación como resultado de la recopilación entre ventas/stream estipuladas por cada país. |                        |               |                                |               |

## Fechas de lanzamiento
| Región         | Fecha               | Formato                | Discográfica | Ref.   |
| -------------- | ------------------- | ---------------------- | ------------ | ------ |
|                | 11 de marzo de 2016 | Descarga digital       | Republic     | [ 63 ] |
| Italia         | 11 de marzo de 2016 | Contemporary hit radio | Republic     | [ 64 ] |
| Estados Unidos | 15 de marzo de 2016 | Contemporary hit radio | Republic     | [ 65 ] |
| Estados Unidos | 15 de marzo de 2016 | Rhythmic contemporary  | Republic     | [ 66 ] |